# 生蛋拌飯
生蛋拌飯（日语： Tamago kake gohan）或稱雞蛋拌飯，將生雞蛋打在白飯上後攪拌均勻，並視個人喜好加上醬油等醬料。是簡單又快速的常見日式料理。在日本有時會用日語的和式拼音簡寫為TKG。

## 問題
食用來源不明的生雞蛋可能會有感染沙門氏菌的風險，對此日本境內的雞蛋皆須符合生食標準才可販售。其他國家因為沒有類似雞蛋生食標準加上生蛋的飲食文化難以接受，因而使得生蛋拌飯在日本以外的國家十分罕見。